# Castelo de Neufmanil
O Castelo de Neufmanil foi uma casa fortificada na comuna de Neufmanil, no departamento de Ardennes, na França.

## História
No século XVI, uma casa fortificada rodeada de água foi construída. O castelo foi destruído várias vezes, numa ocasião, em 1587, foi destruído pelos habitantes de Gespunsart. Foi reconstruído no ano seguinte. Um documento de 1588 mostra que o castelo era cercado por valas cheias de água e o acesso era feito por uma ponte levadiça. Foi destruído novamente em 1627 e depois reconstruído por Nicolas Desprez de Barchon.
Desde a destruição do castelo pelo fogo em 1941, casas foram construídas sobre as ruínas.